# Bernd Krösser
Bernd Krösser (* 17. Januar 1964 in Hamburg) ist ein deutscher Polizist und politischer Beamter. Von 2015 bis 2022 war er Staatsrat für den Bereich Inneres in der Behörde für Inneres und Sport der Freien und Hansestadt Hamburg. Seit dem 1. November 2022 beamteter Staatssekretär im Bundesministerium des Innern.

## Leben
Nachdem Krösser am 1. August 1980 in den Polizeivollzugsdienst bei der Polizei Hamburg eingestellt wurde, zwischen 1983 und 1987 Dienst in der Landesbereitschaftspolizei und im Streifendienst am Polizeikommissariat Billstedt ableistete und von 1988 bis 1990 an der Fachhochschule der Polizei Hamburg studierte, war er als Reviereinsatzführer an den Polizeikommissariaten 14, 15 sowie 17 beschäftigt und im Stab der Polizeidirektion Mitte eingesetzt (1990–1995). Es folgte eine Ausbildung an der Polizei-Führungsakademie in Münster (1995–1997), der Einsatz in der Direktion Zentrale Angelegenheiten der Polizei Hamburg (1997–1998) sowie die Verwendung als Referent, später: Referatsleiter für Grundsatzangelegenheiten der Polizei in der Hamburger Behörde für Inneres (1998–2008).
Zwischen 2008 und 2013 war der Polizist Leiter des Polizeikommissariats Bergedorf, von 2012 bis 2014 Leiter des Projektes Modernisierung der Polizei Hamburg 2012 sowie ab 2014 Leiter der Abteilung Öffentliche Sicherheit, Brandschutz und Bevölkerungsschutz in der Behörde für Inneres und Sport des Senats der Freien und Hansestadt Hamburg. Diesen Posten übte er bis zu seiner Berufung als Staatsrat aus.
Zum 1. Juli 2015 wurde Krösser unter Senator Michael Neumann zum Staatsrat des Bereiches Inneres der Hamburger Behörde für Inneres und Sport im Senat Scholz II ernannt. Er wurde Nachfolger von Volker Schiek, welcher in den Ruhestand ging. Den Posten des Staatsrats übte Krösser auch unter Senator Andy Grote aus und war somit auch in den nachfolgenden Senaten Tschentscher I und Tschentscher II in der Behörde für Inneres und Sport. 
Zum 1. November 2022 wechselte Krösser als Staatssekretär ins Bundesministerium des Innern und für Heimat als Nachfolger von Helmut Teichmann. In seinen Zuständigkeitsbereich fallen die Themen Migration, Flüchtlinge und Rückkehrpolitik, Krisenmanagement und Bevölkerungsschutz, Staats-, Verfassungs- und Verwaltungsrecht sowie der Öffentliche Dienst. In der Hamburger Behörde für Inneres und Sport folgte ihm Thomas Schuster nach.

## Privates
Bernd Krösser ist parteilos, verheiratet und Vater zweier Kinder.